# العلاقات التشادية الليختنشتانية
العلاقات التشادية الليختنشتانية هي العلاقات الثنائية التي تجمع بين تشاد وليختنشتاين.

## مقارنة بين البلدين
هذه مقارنة عامة ومرجعية للدولتين:
| وجه المقارنة                                              | تشاد                      | ليختنشتاين                                 |
| --------------------------------------------------------- | ------------------------- | ------------------------------------------ |
| المساحة (كم2)                                             | 1.28 مليون                | 16                                         |
| عدد السكان (نسمة)                                         | 15.23 مليون               | 37.47 ألف                                  |
| الكثافة السكانية (ن./كم²)                                 | 11.9                      | 234.19 ألف                                 |
| العاصمة                                                   | انجمينا                   | فادوتس                                     |
| اللغة الرسمية                                             | لغة فرنسية، اللغة العربية | اللغة الألمانية                            |
| العملة                                                    | فرنك وسط أفريقي           | فرنك سويسري                                |
| الناتج المحلي الإجمالي (بليون دولار)                      | 9.98 مليار                | 6.29 مليار                                 |
| الناتج المحلي الإجمالي (تعادل القوة الشرائية) بليون دولار | 30.54 مليار               |                                            |
| الناتج المحلي الإجمالي الاسمي للفرد دولار أمريكي          | 775                       |                                            |
| الناتج المحلي الإجمالي للفرد دولار أمريكي                 | 2.18 ألف                  |                                            |
| مؤشر التنمية البشرية                                      | 0.392                     | 0.908                                      |
| رمز المكالمات الدولي                                      | +235                      | +423                                       |
| رمز الإنترنت                                              | .td                       | .li                                        |
| المنطقة الزمنية                                           | ت ع م+01:00               | توقيت وسط أوروبا، ت ع م+01:00، ت ع م+02:00 |

## منظمات دولية مشتركة
يشترك البلدان في عضوية مجموعة من المنظمات الدولية، منها:
| علم المنظمة | اسم المنظمة                   | تاريخ انضمام تشاد | تاريخ انضمام ليختنشتاين |
| ----------- | ----------------------------- | ----------------- | ----------------------- |
|             | الاتحاد البريدي العالمي       | ?                 | ?                       |
|             | الاتحاد الدولي للاتصالات      | 25 نوفمبر 1960    | 25 يوليو 1963           |
|             | منظمة حظر الأسلحة الكيميائية  | ?                 | ?                       |
|             | منظمة التجارة العالمية        | ?                 | ?                       |
|             | منظمة الشرطة الجنائية الدولية | ?                 | ?                       |
|             | الأمم المتحدة                 | 20 سبتمبر 1960    | 18 سبتمبر 1990          |